# Erichsonella attenuata
Erichsonella attenuata är en kräftdjursart som först beskrevs av Harger 1873.  Erichsonella attenuata ingår i släktet Erichsonella och familjen tånglöss. Inga underarter finns listade i Catalogue of Life.